# IV号駆逐戦車
IV号駆逐戦車（よんごうくちくせんしゃ、Jagdpanzer IV）は、第二次世界大戦中にナチス・ドイツがIV号戦車をベースに開発した駆逐戦車である。制式番号はSd.Kfz.162およびSd.Kfz.162/1である。
日本では、略称として四駆とよばれることもある。

## 概要
1943年8月19 - 20日の会議で前月のクルスクの戦いの報告を読んだアドルフ・ヒトラー総統は、突撃砲は敵戦車に包囲されない限り、当時の主力戦車であったIV号戦車よりも優れた戦闘力を持つと確信した。ヒトラーはIV号戦車の車体を用いた戦車駆逐車の開発を命じ、これは、IV号戦車駆逐車（Panzerjäger IV）として同年10月20日にフォマーク社の試作車が完成した。
完成した試作車は、IV号戦車の車体に全高の低い戦闘室を設け、この内部にパンター戦車の7.5 cm L/70砲を搭載するものであった。しかし、長砲身（70口径）の7.5 cm L/70砲はパンターへの供給が優先され、試作車（O型）はIV号戦車と同じ砲身長（48口径）の7.5 cm L/48砲を搭載していた。試作車を査閲したヒトラーは主砲を早急に長砲身7.5 cm砲に変更することを命じつつ、IV号戦車の生産をこの戦車駆逐車に切り替えることを指令し、名前もIV号駆逐戦車（Jagdpanzer IV）に変更させた。
生産は翌年1944年から開始され、同年1月にフォマーク社は最初の30両を生産した。この時期フォマーク社はまだIV号戦車を製造しており、同年5月まで並行して生産を続けつつ、生産ラインを切り替える計画となっていた。以降、生産ラインの初期トラブルの続発や連合軍の空襲による混乱に悩まされつつも月産数は徐々に増加し、1944年4月には月産100両を超え、同年7月には140両に達している。1944年8月からは長砲身70口径7.5 cm対戦車砲装備型の生産が並行する形で開始され、48口径7.5 cm砲搭載型は1944年11月に2両が完成して打ち切られ、以降はIV号駆逐戦車改め「IV号戦車/70（Panzer IV/70）と命名された長砲身型のみが生産された。
IV号駆逐戦車は早急に数を揃えるため、IV号戦車からの生産ラインの切り替えを容易にするべく、IV号戦車J型の車台の上にそのまま戦闘室を載せた形式のものが開発され、このタイプの車両は生産がアルケット社で行われたため、IV号戦車/70（A）（Panzer IV（A）※「A」はアルケット社の頭文字から）の制式名称が与えられた（これによりフォマーク社が製造したタイプはIV号戦車/70（V）（Panzer IV（V）※「V」はフォマーク社の頭文字から）として区別された。なお、“（A）”型には“ZL型”の通称もあり、ZL とは"ドイツ語: Zwischenlösung"の略で、「暫定解決型」の意味である。
IV号駆逐戦車は1944年3月から機甲師団や機甲擲弾兵師団の戦車猟兵大隊に配備され、以後東西両戦線で終戦まで運用された。
ドイツ軍の他、ブルガリアでは連合軍への降伏後の対ドイツ戦に際して1945年3月にソビエトから2両の鹵獲品（48口径型1両、IV/70（V）1両）が供与され、この2両は戦後もソビエト製装甲戦闘車輌が供給されて置き換えられる1950年代半ばまで装備されていた。その後はIV/70（V）が博物館に収蔵され、48口径型は他のドイツ製戦車と共にブルガリアの南方国境（トルコ国境）に固定砲台（トーチカ）として配置された。48口径型は冷戦後は半ば忘れ去られたまま放置されていたが、2000年代に入って発見されて回収され、2007年より修復の上博物館に展示されている。また、ルーマニアは戦後に社会主義体制が発足した際にソビエト赤軍が鹵獲した車両1台を与えられ、“ TAs T4”の制式名称で1950年まで装備していた。
シリアが1950年代に入手した第2次世界大戦時のドイツ軍戦車の中にIV号駆逐戦車もあり、フランスから入手した6両の初期型車体48口径型は第3次中東戦争で使用されている。

## 構成

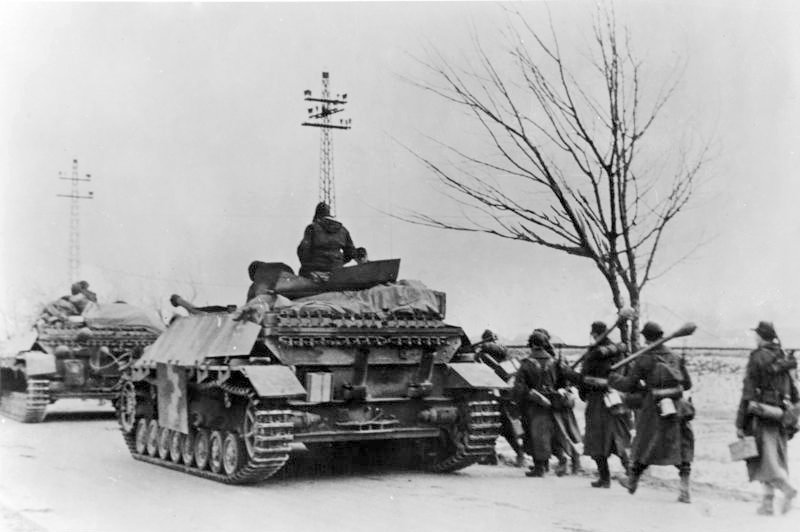
IV号戦車/70（V）（1944年、ハンガリー）

IV号駆逐戦車のシャーシは基本的にはIV号戦車のものと同等であるが、車体前面下部の装甲板はIV号戦車の直立した形状から、角度を持った2面構成に変更されている。IV号戦車でも車体前面の傾斜装甲化は検討されていたが、組み立て治具の交換のために従来の生産ラインを止めることができず、新たに下請けメーカーであるフォマーク社の工場で、専用シャーシの生産ラインを作った駆逐戦車のみで実現したものである。
主砲として48口径の7.5 cm PaK 39 L/48砲を備え、シャーシ上に砲架を据えた突撃砲型と異なり、前面装甲板に直接接合したカルダン枠砲架となったため、車内が広く使えるようになった。生産性も向上した反面、重量が車体前方に偏るノーズヘビー化により、操縦性は低下、「グデーリアン・エンテ」（グデーリアンのあひる）というあだ名がつけられている。近接防御兵器も搭載されたが、生産が間に合わず未搭載の車両もある。

## バリエーション

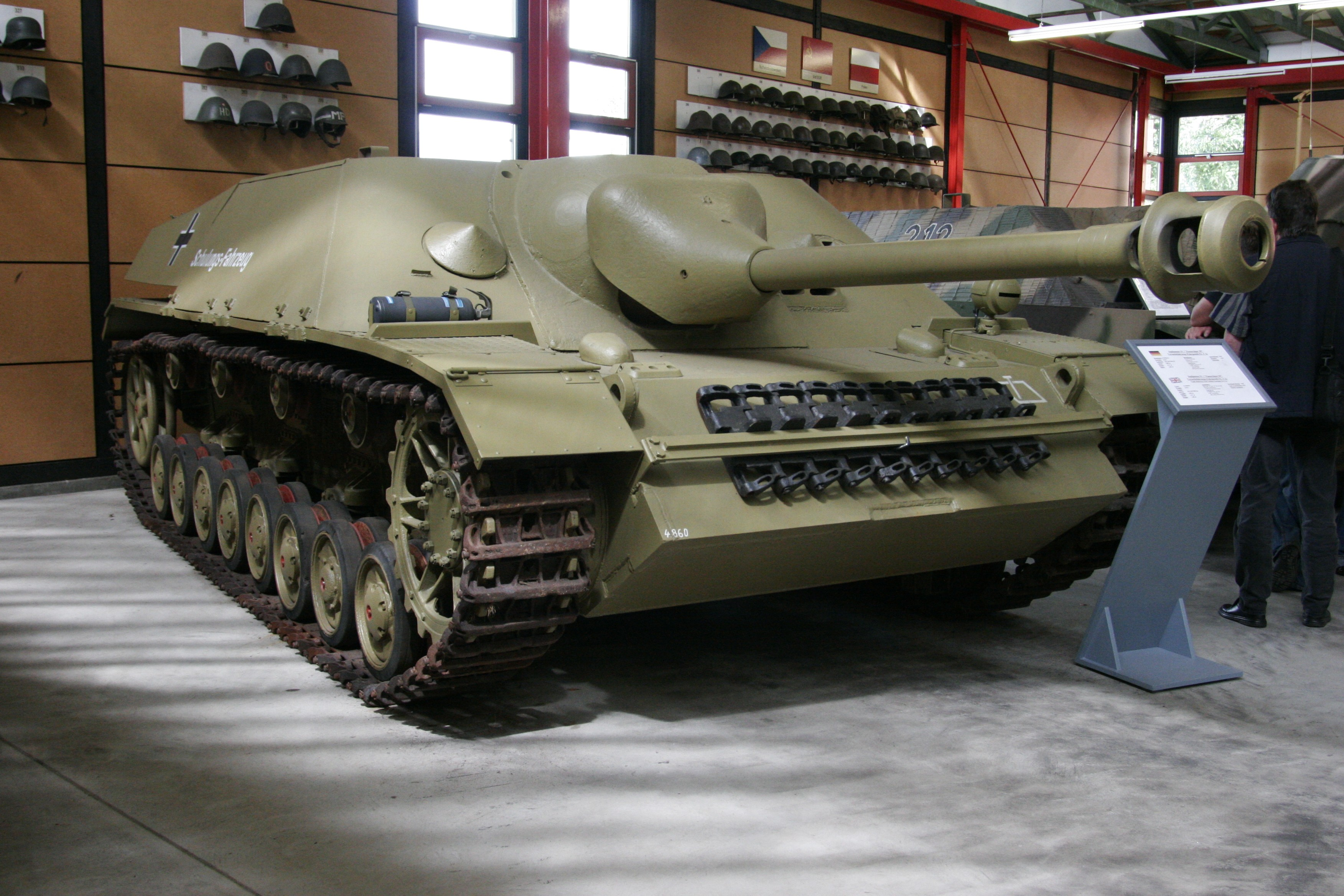
Oシリーズ後期型
（ムンスター戦車博物館の展示車両）

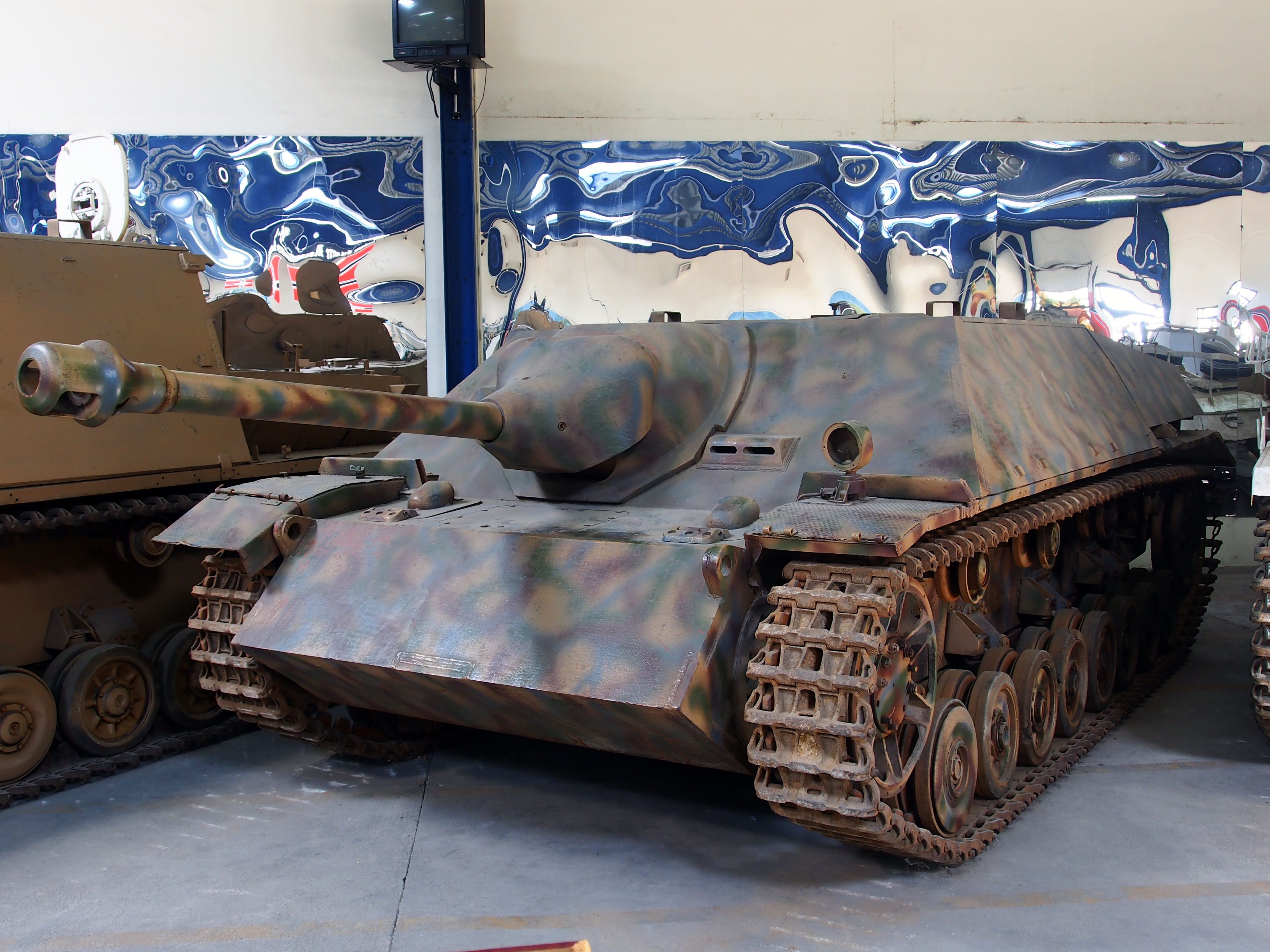
IV号駆逐戦車F型
（ソミュール戦車博物館の展示車両）

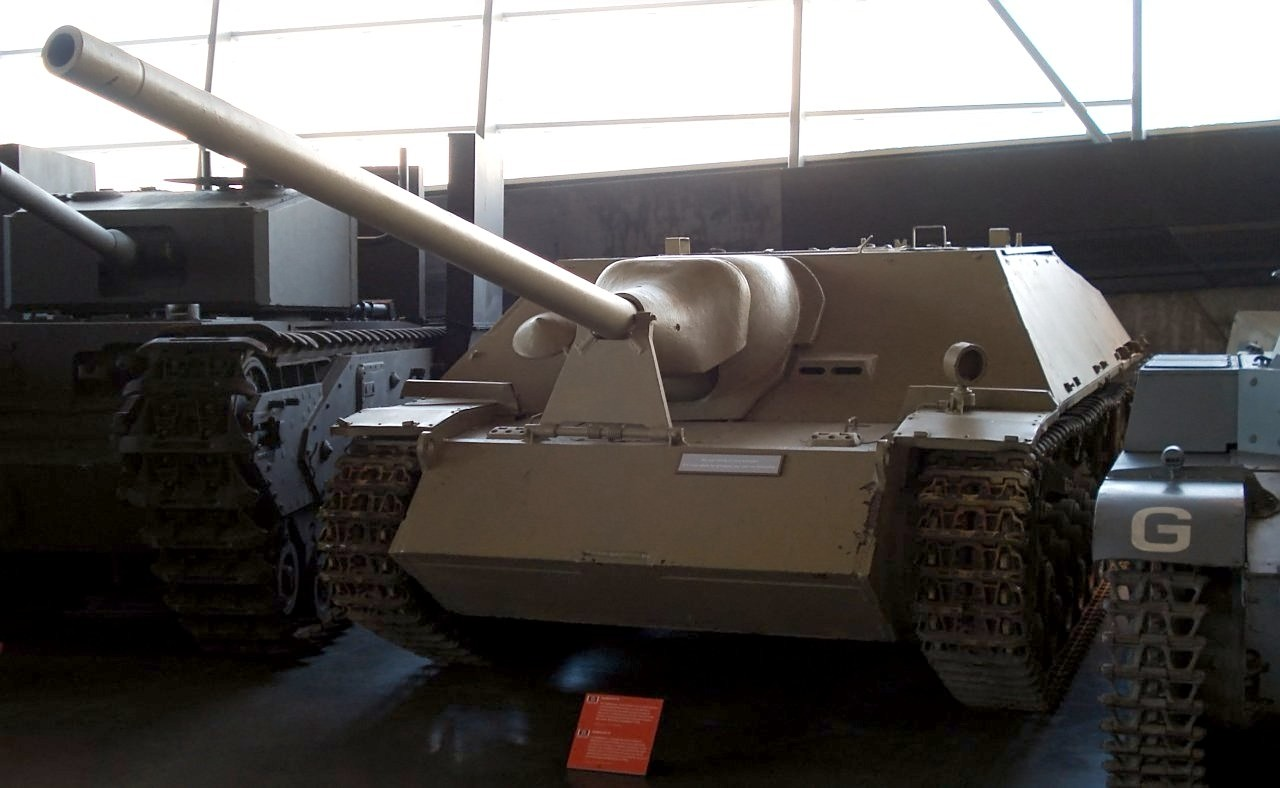
IV号戦車/70（V）

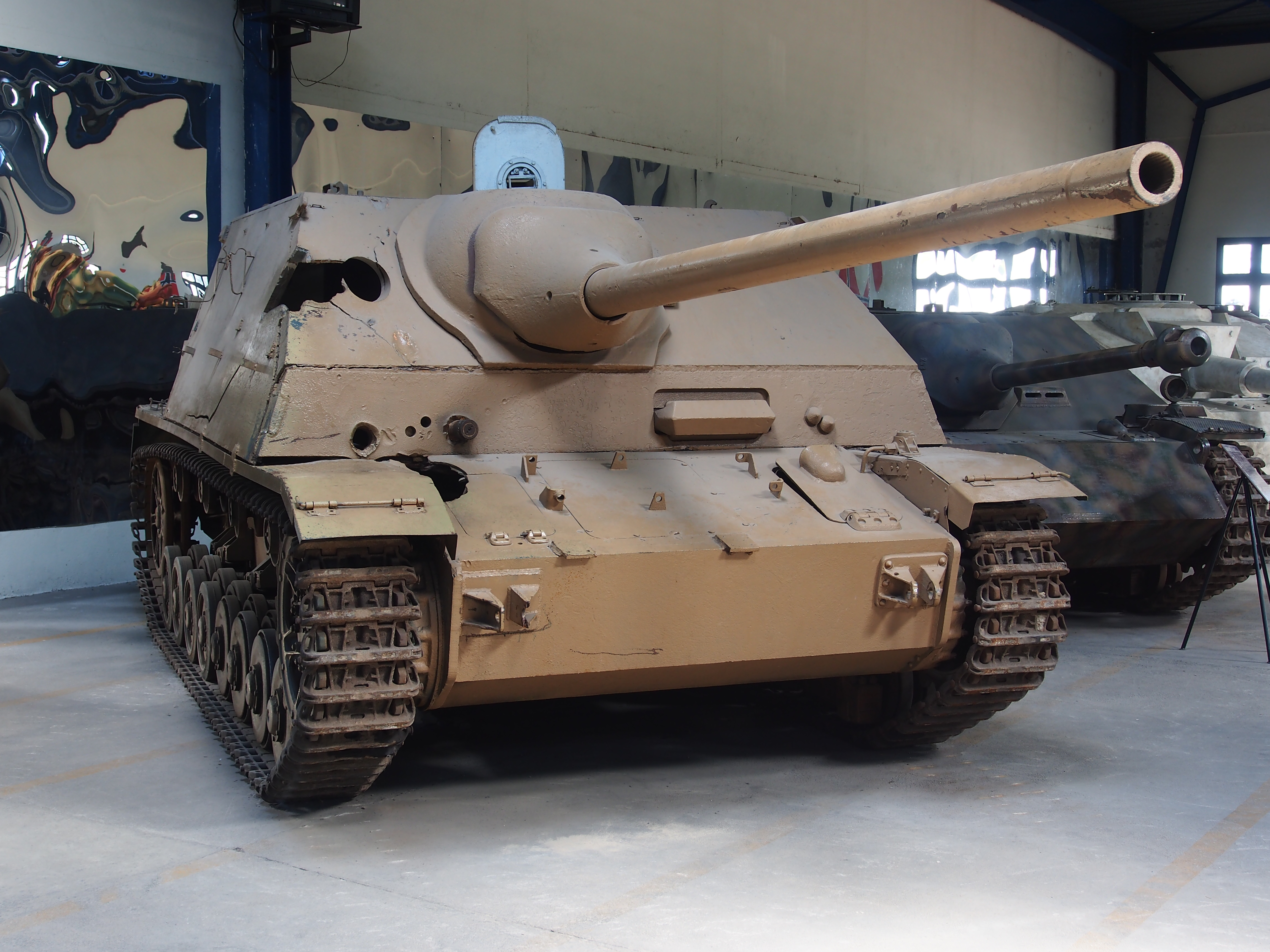
IV号戦車/70（A）
（ソミュール戦車博物館の展示車両）

IV号駆逐戦車 0-シリーズ

量産開始前に少数製造された試作型。48口径の7.5 cm PaK 39を搭載し、車体前面と側面の装甲の接合部が曲面構成になっているのが外見上の特徴。
量産型と違い、防弾鋼ではなく工作の容易な通常鋼（軟鋼）で作られ、各種試験に用いられた。1943年10月に1号車が完成。

IV号駆逐戦車F型

Jagdpanzer IV Ausf.F、Sd.Kfz.162
傾斜した前面装甲は60 mm（防御力は垂直に立った110 mm装甲に相当）で、0シリーズとは異なり側面装甲との接合部が直線になった。これは、5月以降の生産車からは80 mmに強化されている。当初、主砲にマズルブレーキが装着されていたが、砲の位置が低く爆風で砂埃が舞い上がり、照準が困難になるため外され、5月以降の生産車では取り付け用のネジ山も切られていない。また、前面のMGクラッペ（車内に搭載されたMG42機関銃を撃つための孔）は、当初左右1基ずつであったが、3月以降の生産車から右側1基に減らされた。
実戦で用いられた車両の履帯は、同時期のIV号戦車が履いているような滑り止めの付いた新型ではなく、より軽量な旧型が使われている。
生産数は1944年1-11月までの802両で、シャーシ番号は320001-321000だが、途中に70口径砲搭載型が含まれるため、生産数と一致しない。名称は後に、単に"Jagdpanzer IV"（IV号駆逐戦車）と変更された。
IV号戦車/70（V）

Panzer IV/70(V), Sd.Kfz.162/1
IV号駆逐戦車の発展型であり、備砲が7.5cm Pak 42 L / 70に変更され、名称も「Jagdpanzer（駆逐戦車）」ではなく「Panzer（戦車）」に変更された。（V）はフォマーク社製であることを示す頭文字である。当初から前面装甲が80 mmに強化された上、長砲身砲の搭載によりノーズヘビーの傾向が更に悪化したため、転輪ゴムタイヤの早い損耗を避けるべく9月の生産車から前部2つを鋼鉄製（ゴムは内部に収納）に変更している。また、履帯も肉抜き部の多い、より軽量の新型となった。
当初、IV号戦車ラング（=長砲身）という名前だったが、通常のIV号戦車の長砲身型と紛らわしいので口径名に変更された。1944年8月から旧来のIV号駆逐戦車との併行生産が始まり、工場の被爆で生産が縮小・停止する1945年4月までに940両が生産された。
シャーシ番号は320651-321000、および329001以降だが、途中に48口径砲搭載型が含まれるため、生産数と一致しない。
生産開始直後から順次部隊配備されているが、戦車駆逐大隊だけでなく通常の戦車隊（例えば、パンターで編成される戦車大隊のうちの1個中隊など）にも多く配備されており、名称の変更のとおり駆逐戦車ではなく、長砲身の戦車扱いであった。

IV号戦車/70（A）

Panzer IV/70(A), Sd.Kfz.162/1
アルケット社による生産型で、ニーベルンゲン製作所で生産されたIV号戦車J型の車台をそのまま使用、その上に70（V）型の物に似た戦闘室を載せた形状となり、車高が50 cmほど高くなっている。これにより車内容積が大きくなったため、70（V）型より砲弾の搭載数が多い。しかし、重量も28tと増加したため、前半分の転輪がゴム内蔵の鋼鉄製となった。
（A）はアルケット社製であることを示す頭文字であり、公式文書ではIV号戦車ラング（A）とも表記されるが、上記の理由で名称変更された。
やはり駆逐戦車ではなく長砲身の支援用戦車と認識されており、1944年9月の総統護衛旅団への配備を皮切りに、駆逐大隊や戦車連隊、突撃砲旅団の装備となった。

## 配備部隊
| 上級部隊                                   | 大隊                                     | 配備数 |
| ------------------------------------------ | ---------------------------------------- | ------ |
| 第105装甲旅団                              | 第2105装甲大隊                           | 11両   |
| 第106装甲旅団                              | 第2106装甲大隊                           | 10両   |
| 第107装甲旅団                              | 第2107装甲大隊                           | 11両   |
| 第108装甲旅団                              | 第2108装甲大隊                           | 11両   |
| 第109装甲旅団                              | 第2109装甲大隊                           | 11両   |
| 第110装甲旅団                              | 第2110装甲大隊                           | 11両   |
| 第7装甲師団                                | 第42戦車猟兵大隊                         | 17両   |
| 第8装甲師団                                | 第43戦車猟兵大隊                         | 10両   |
| 第9装甲師団                                | 第50戦車猟兵大隊                         | 10両   |
| 第13装甲師団                               | 第13戦車猟兵大隊                         | 8両    |
| 第17装甲師団                               | 第27戦車猟兵大隊                         | 28両   |
| 第20装甲師団                               | 第92戦車猟兵大隊                         | 10両   |
| 第21装甲師団                               | 第200戦車猟兵大隊                        | 6両    |
| 第24装甲師団                               | 第40戦車猟兵大隊                         | 19両   |
| 第25装甲師団                               | 第9装甲連隊                              | 10両   |
| 『ユターボク』装甲師団                     | 『ユターボク』装甲大隊                   | 10両   |
| 総統護衛旅団                               | 総統護衛戦車猟兵大隊                     | 11両   |
| 第116装甲師団                              | 第228戦車猟兵大隊                        | 5両    |
| 装甲教導師団                               | 戦車猟兵教導大隊                         | 21両   |
| 『グロースドイッチュラント』装甲擲弾兵師団 | 『グロースドイッチュラント』戦車猟兵大隊 | 21両   |
| 『シュレージエン』装甲師団                 | 第303戦車猟兵大隊                        | 10両   |
| 第3装甲擲弾兵師団                          | 第3戦車猟兵大隊                          | 17両   |
| 第10装甲擲弾兵師団                         | 第7戦車猟兵大隊                          | 10両   |
| 第15装甲擲弾兵師団                         | 第33戦車猟兵大隊                         | 5両    |
| 第20装甲擲弾兵師団                         | 第20戦車猟兵大隊                         | 20両   |
| 第25装甲擲弾兵師団                         | 第25戦車猟兵大隊                         | 22両   |
| 独立大隊                                   | 第560重戦車駆逐大隊                      | 15両   |
| 独立大隊                                   | 第655重戦車駆逐大隊                      | 28両   |
| 独立大隊                                   | 第519重戦車駆逐大隊                      | 9両    |
| 独立大隊                                   | 第559重戦車駆逐大隊                      | 18両   |
| 独立大隊                                   | 第563重戦車駆逐大隊                      | 31両   |
| 独立大隊                                   | 第510戦車猟兵大隊                        | 10両   |
| 『デーベリッツ』歩兵師団                   | 第303戦車撃破大隊                        | 10両   |
| 第1SS装甲師団                              | 第1SS戦車猟兵大隊                        | 11両   |
| 第2SS装甲師団                              | 第2SS戦車猟兵大隊                        | 8両    |
| 第9SS装甲師団                              | 第9SS戦車猟兵大隊                        | 12両   |
| 第10SS装甲師団                             | 第10SS戦車猟兵大隊                       | 10両   |
| 第11SS義勇装甲擲弾兵師団                   | 第11SS戦車猟兵大隊                       | 10両   |
| 第12SS装甲師団                             | 第12SS戦車猟兵大隊                       | 21両   |

| 上級部隊                                   | 配備部隊                                     | 配備数 |
| ------------------------------------------ | -------------------------------------------- | ------ |
| 第3装甲師団                                | 第8中隊/第6装甲連隊                          | 17両   |
| 第7装甲師団                                | 第Ⅱ大隊/第25装甲連隊                         | 10両   |
| 第13装甲師団                               | 第9中隊/第4装甲連隊                          | 4両    |
| 第17装甲師団                               | 第6中隊/第39装甲連隊                         | 17両   |
| 第20装甲師団                               | 第6中隊/第21装甲連隊                         | 12両   |
| 第24装甲師団                               | 第9中隊/第24装甲連隊                         | 13両   |
| 第24装甲師団                               | 第Ⅲ大隊/第24装甲連隊                         | 14両   |
| 第25装甲師団                               | 第5中隊/第87戦車猟兵大隊                     | 17両   |
| 第106装甲旅団『フェルトヘルンハレ』        | 第7中隊/第2装甲連隊                          | 11両   |
| 独立大隊                                   | 第208装甲大隊                                | 14両   |
| 総統護衛旅団                               | 第5装甲中隊                                  | 5両    |
| 『グロースドイッチュラント』装甲擲弾兵師団 | 第Ⅱ大隊/『グロースドイッチュラント』装甲連隊 | 38両   |

| 配備部隊                               | 配備数 |
| -------------------------------------- | ------ |
| 第190突撃砲旅団                        | 3両    |
| 第210突撃砲旅団                        | 4両    |
| 第236突撃砲兵旅団                      | 3両    |
| 第243突撃砲旅団                        | 3両    |
| 第244突撃砲旅団                        | 4両    |
| 第276突撃砲旅団                        | 3両    |
| 第280突撃砲旅団                        | 3両    |
| 第300突撃砲旅団                        | 4両    |
| 第301突撃砲旅団                        | 3両    |
| 第311突撃砲旅団                        | 4両    |
| 第341突撃砲旅団                        | 3両    |
| 第394突撃砲旅団                        | 3両    |
| 第667突撃砲兵旅団                      | 3両    |
| 第902突撃砲旅団                        | 3両    |
| 第905突撃砲兵旅団                      | 3両    |
| 第911突撃砲兵旅団                      | 3両    |
| 『グロースドイッチュラント』突撃砲旅団 | 31両   |
| 突撃砲教導旅団                         | 16両   |
| 『マクデブルク』突撃砲兵学校           | 2両    |

## 現存車両
IV号駆逐戦車（Oシリーズ）
- ムンスター戦車博物館 - 以前はフランスのソミュール戦車博物館の所蔵品だった。

IV号駆逐戦車F型
- ムンスター戦車博物館 - 前面装甲が60 mmの前期生産型。以前はアメリカ陸軍兵器博物館の所蔵品だったが、1960年代にドイツに里帰りした。コブレンツにある国防技術博物館からの貸し出し品。
- ソミュール戦車博物館 - 前期生産型。
- トゥーン戦車博物館 - 前面装甲が80 mmの後期生産型。

IV号戦車/70（V）
- ブルガリア国立軍事歴史博物館
- クビンカ戦車博物館
- アメリカ陸軍兵器博物館で展示されていた車両 - 現在はバージニア州で保管されている。
- パットン戦車博物館で展示されていた車両 - イギリス・シュヴェリンハム防衛アカデミーからの貸し出し品。現在はジョージア州で保管されている。
- カナダ戦争博物館 - 以前はカナダ空軍の基地内で保管されていた。

IV号戦車/70（A）
- ソミュール戦車博物館 - 1944-45年の間、自由フランス軍によって使用された車両。前面装甲に徹甲弾が刺さったままの状態で展示されている。

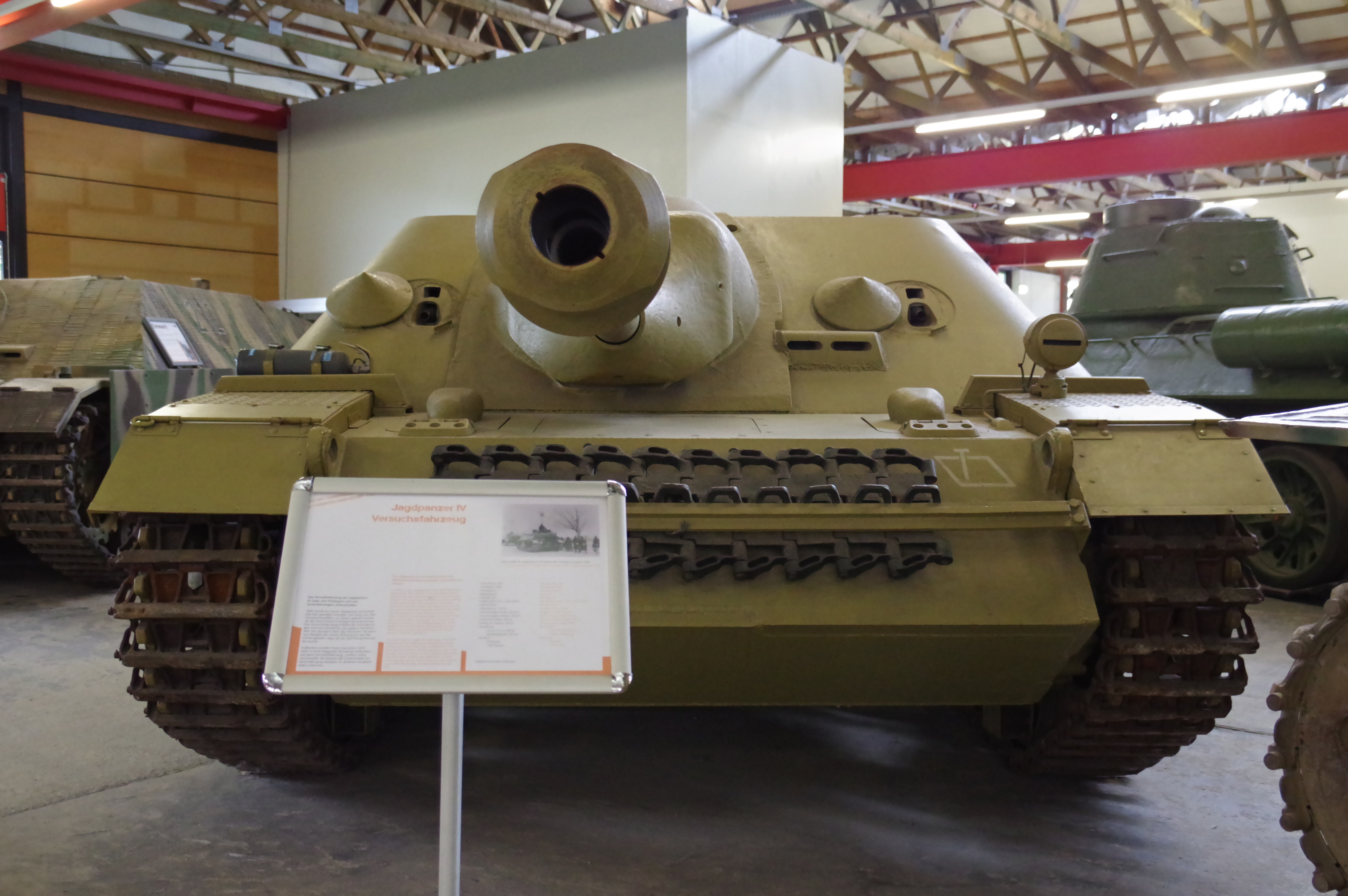
ムンスター戦車博物館の試作型（Oシリーズ）
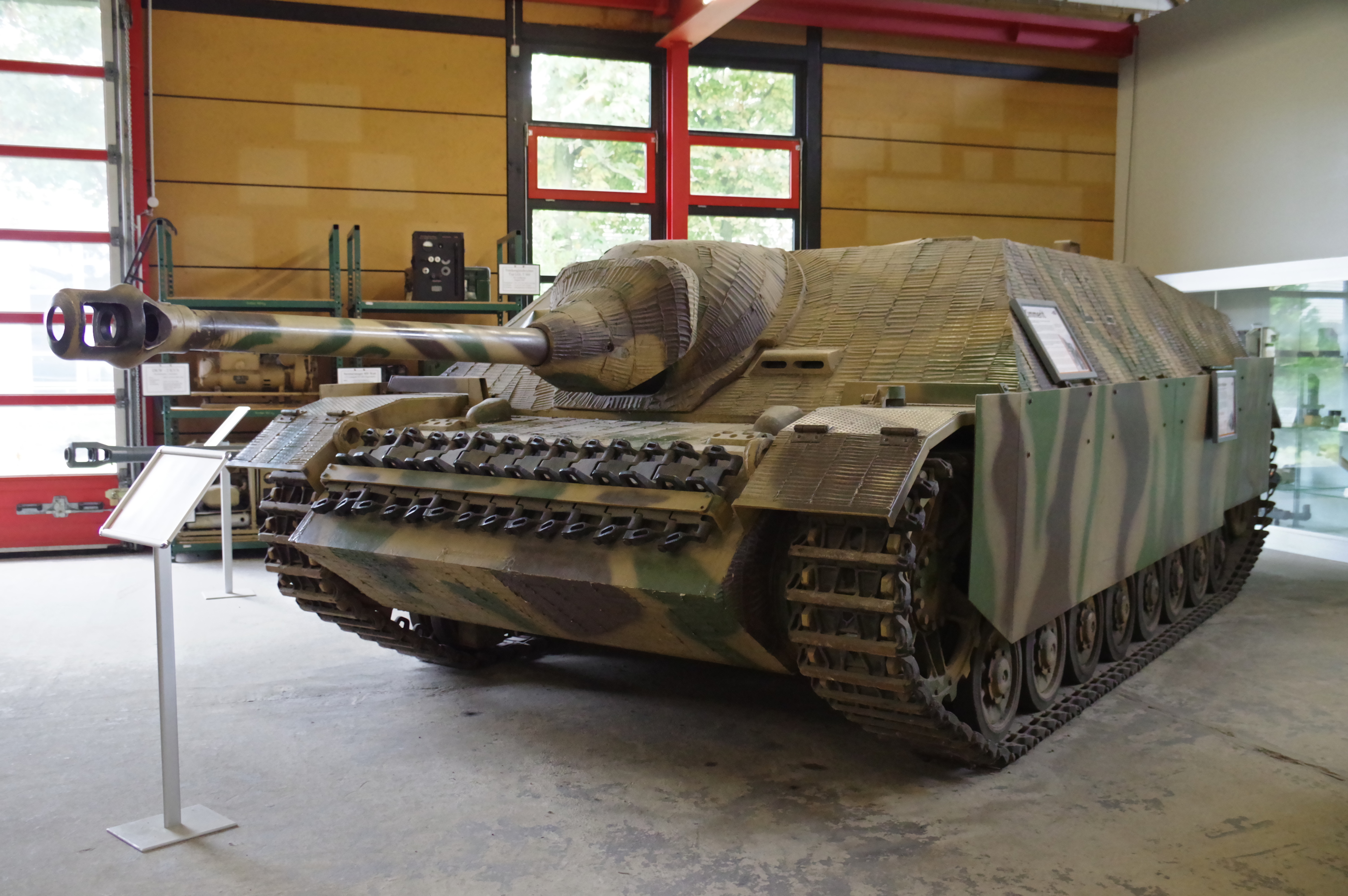
ムンスター戦車博物館のF型。ツィンメリットコーティングが施されている。
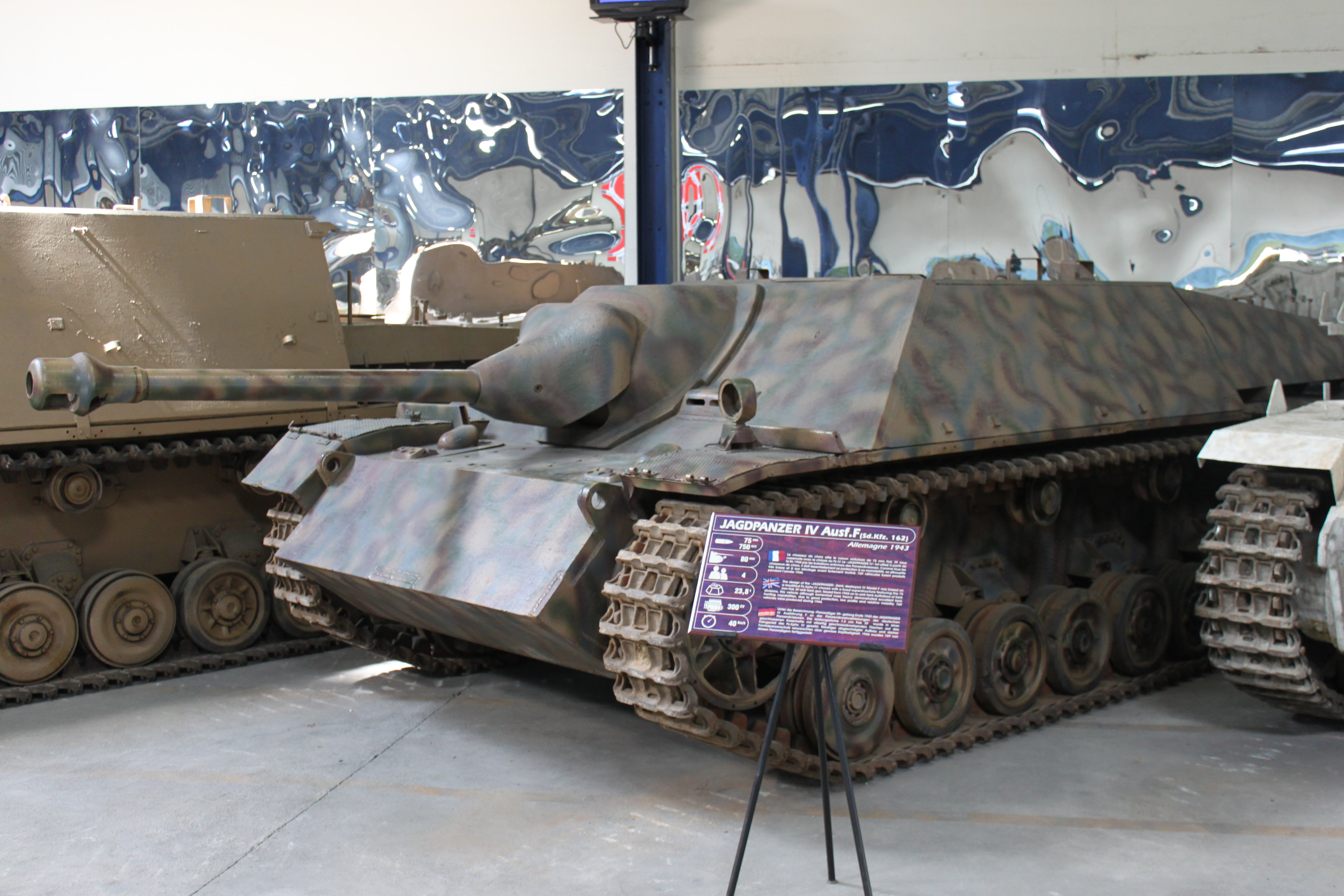
ソミュール戦車博物館のF型。
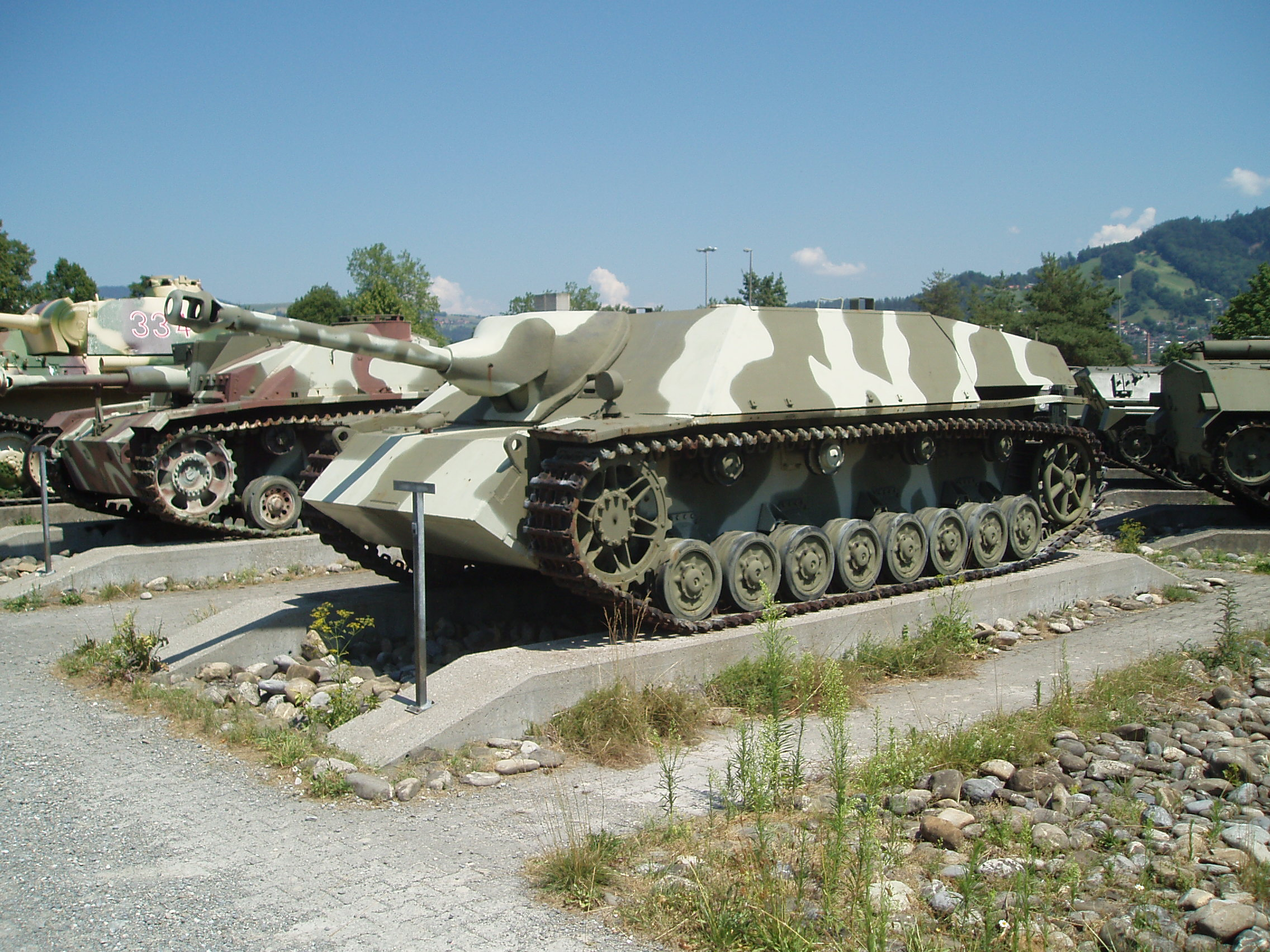
トゥーン戦車博物館のF型。
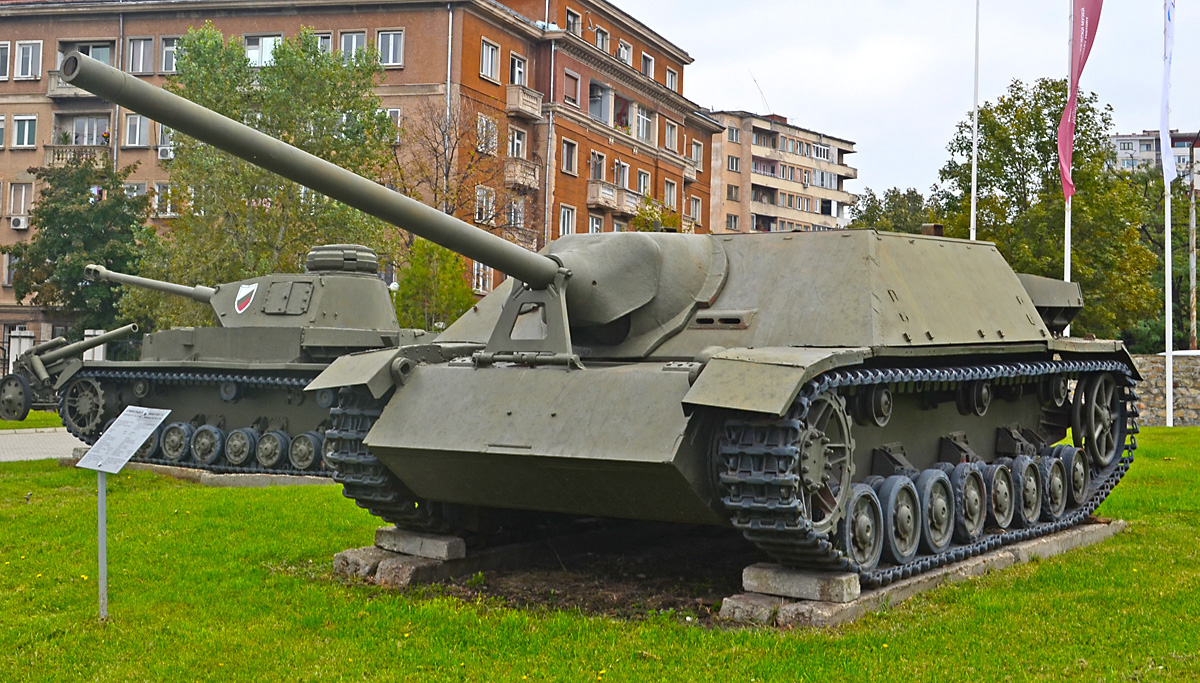
ブルガリア国立軍事歴史博物館の70（V）。
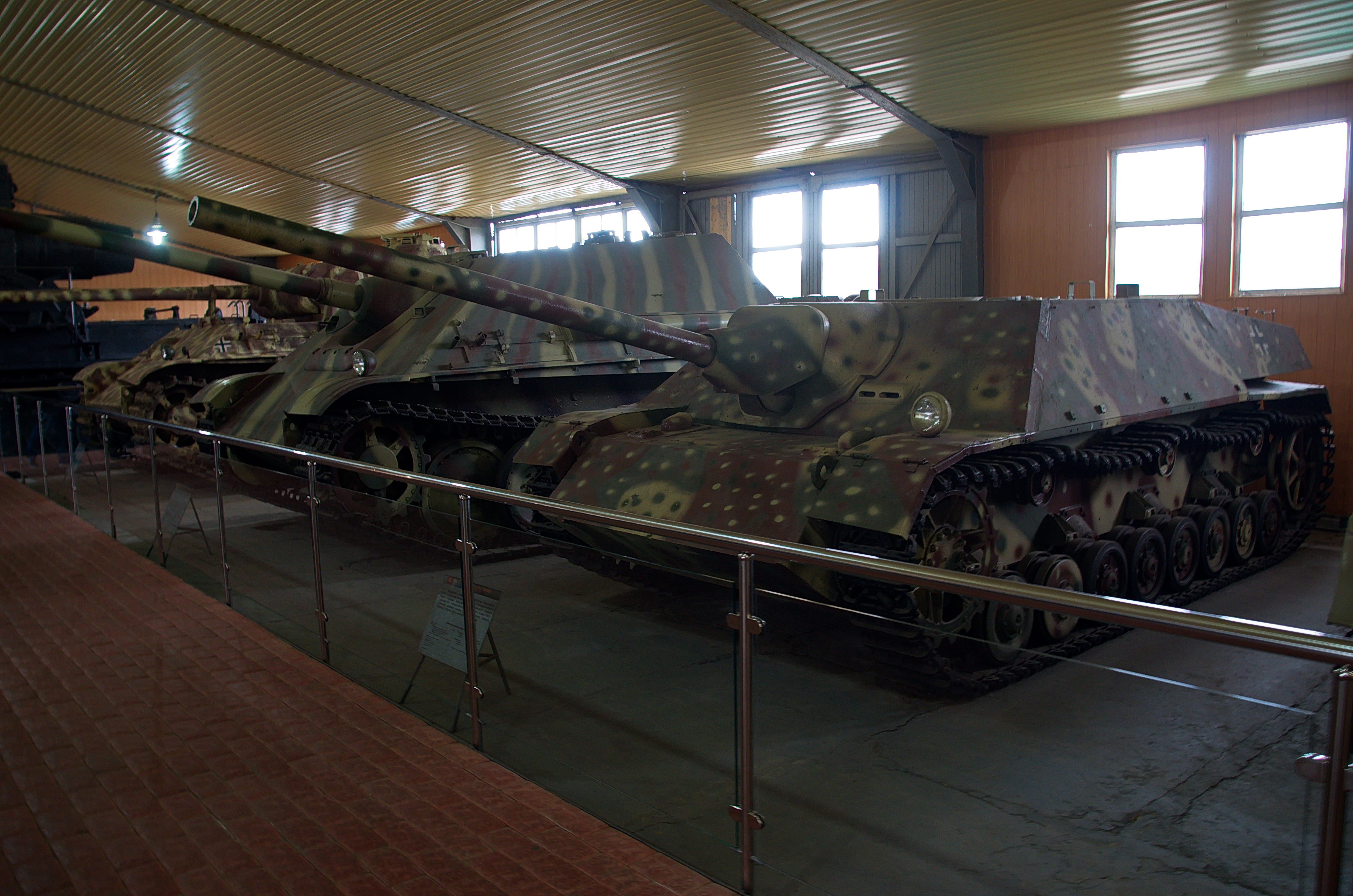
クビンカ戦車博物館の70（V）。
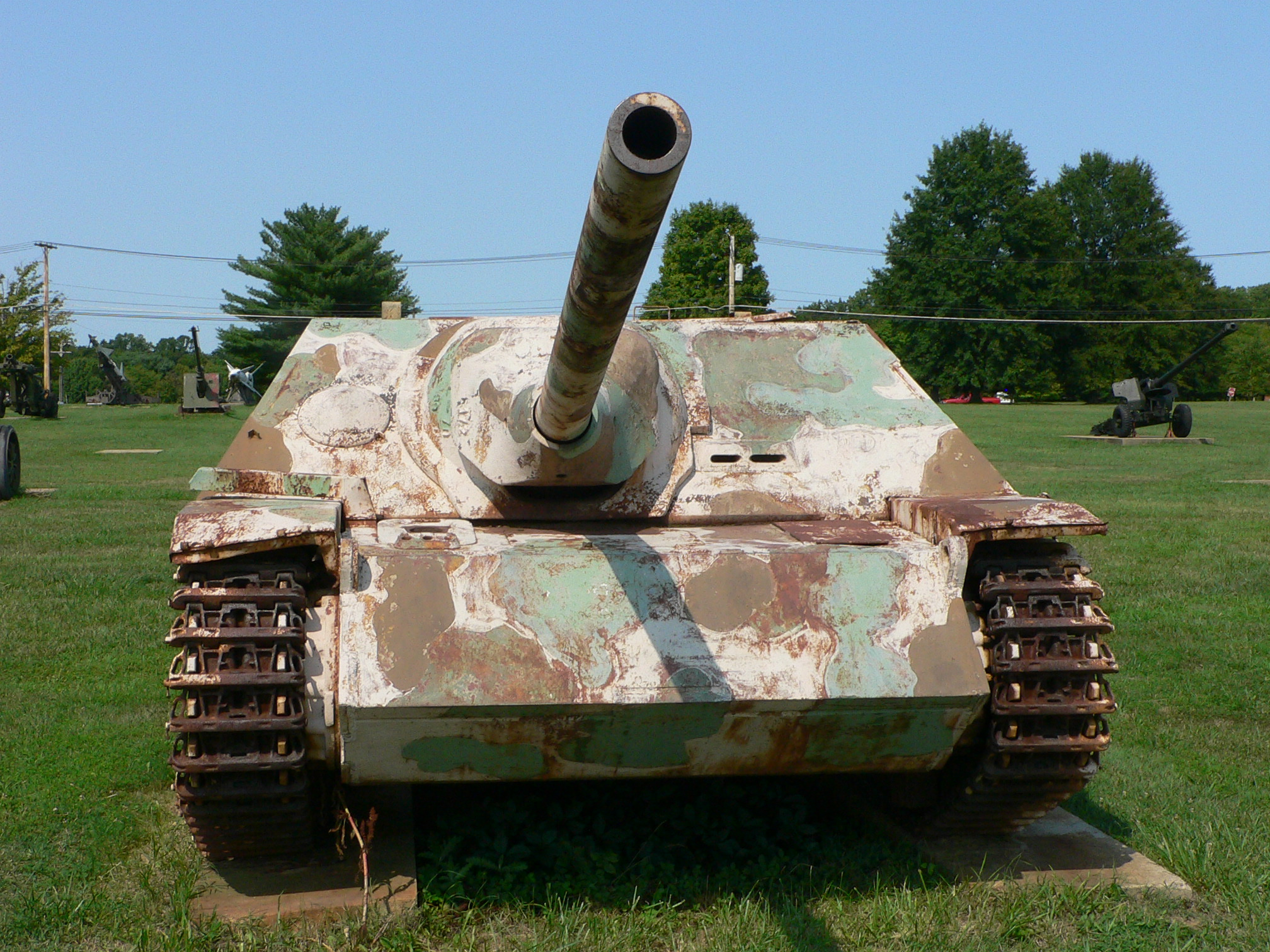
アメリカ陸軍兵器博物館で展示されていた70（V）。
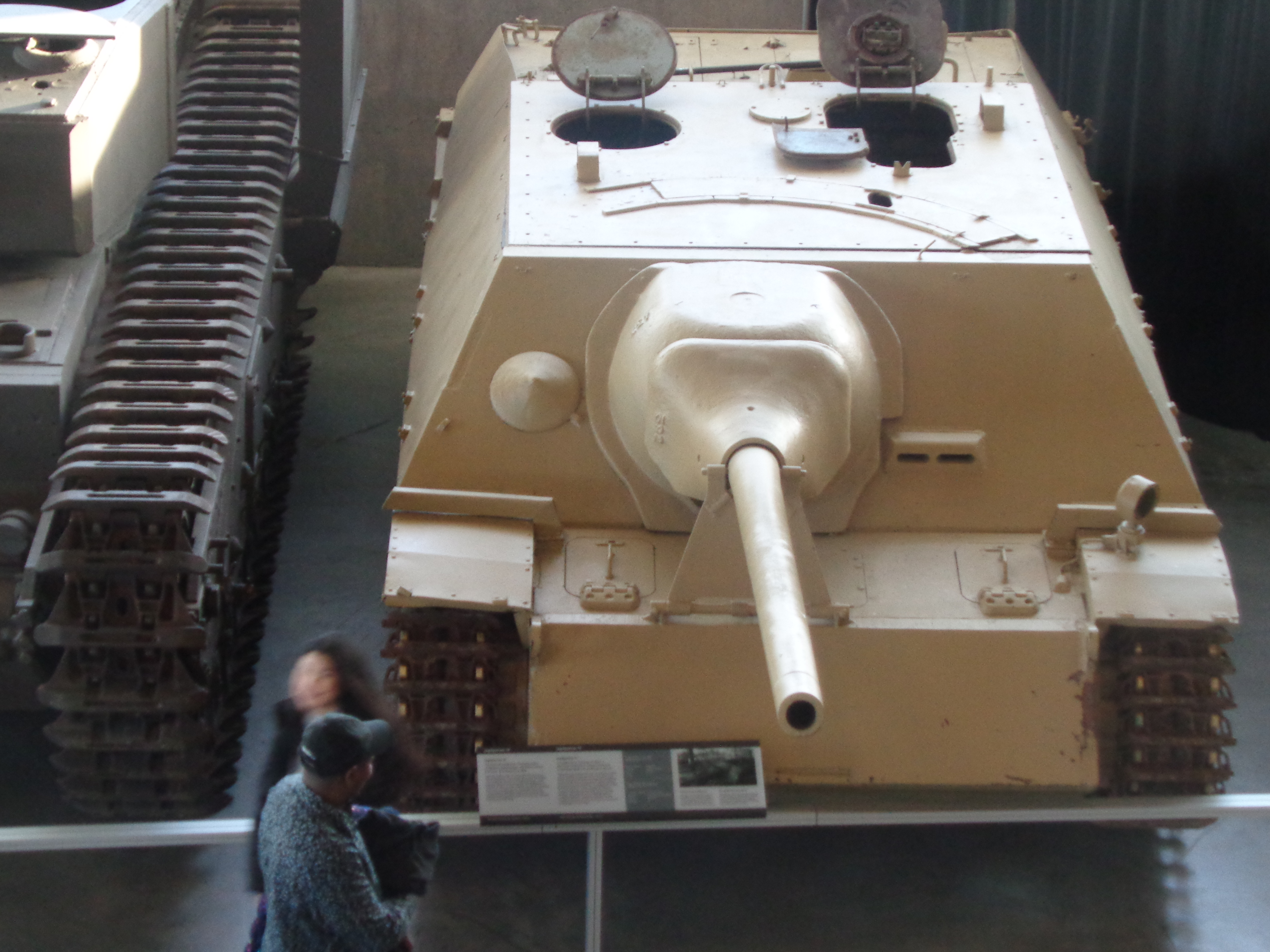
カナダ戦争博物館の70（V）。
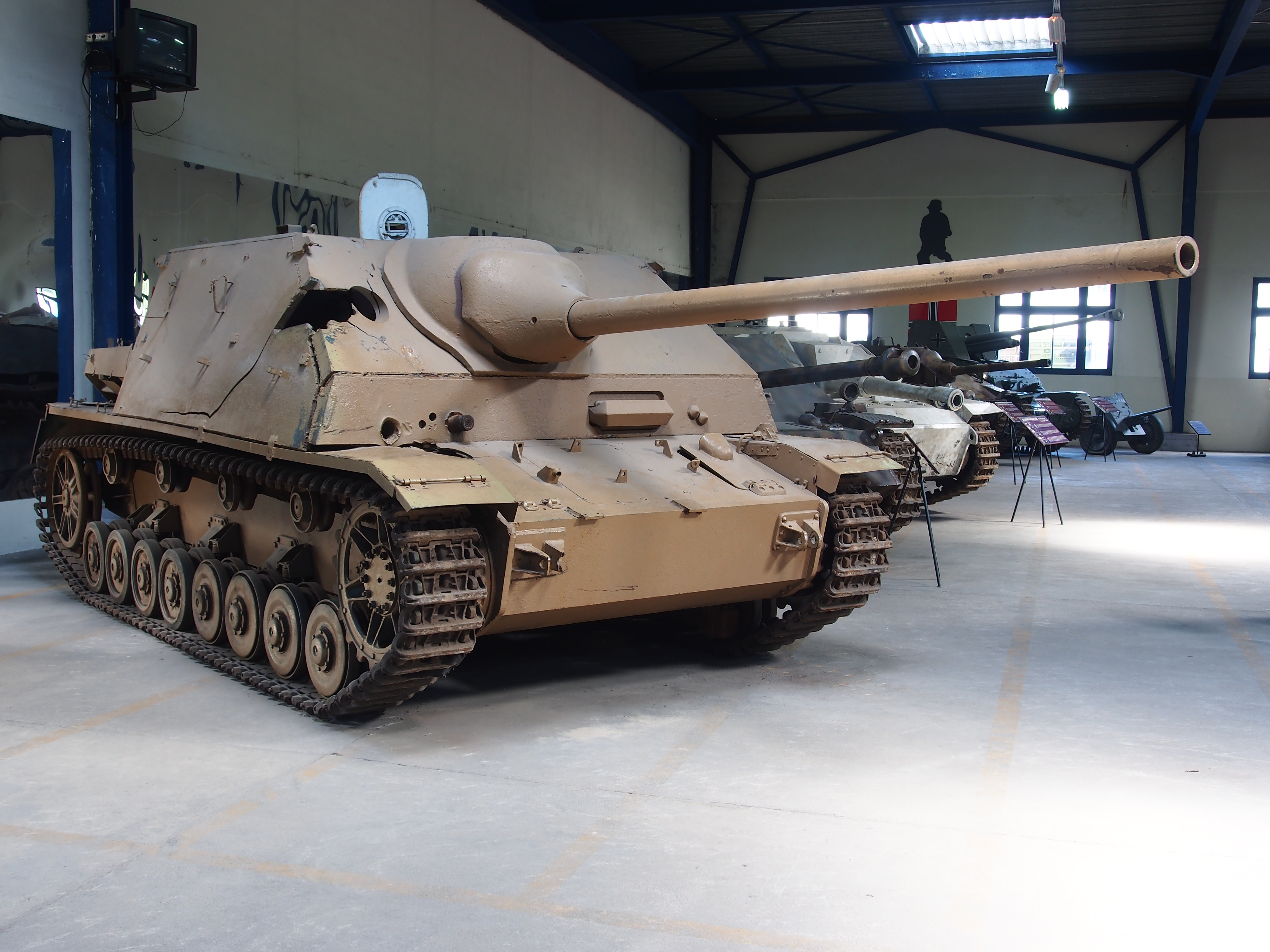
ソミュール戦車博物館の70（A）。

## 登場作品
- 『World of tanks』
  - ドイツティア6駆逐戦車として登場。
  - 短砲身75 mm砲、長砲身75 mm砲、（史実にはない）88 mm砲が搭載可能